# Albula-Alpen
Die Albula-Alpen sind Teil der Rätischen Alpen in der Ostschweiz. Die Gebirgsgruppe erstreckt sich nördlich des Inns zwischen Septimerpass und Flüelapass. Höchster Gipfel ist der Piz Kesch (3418 m ü. M.).
Über die Albula-Alpen führen der Julierpass und Albulapass. Der Gebirgszug wird von der Albulabahn durchquert.

## Lage
Die Albula-Alpen liegen in den westlichen Ostalpen.
Nach der Alpenvereinseinteilung der Ostalpen (AVE) wird die Gruppe wie folgt begrenzt:
- zu den Plessur-Alpen im Nordwesten von Tiefencastel entlang der Landwasser bis Davos
- zur Silvretta im Nordosten von Davos die Linie Flüelabach – Flüelapass – Susasca – Susch im Unterengadin
- ein kurzes Stück von Susch bis Zernez grenzt an die Sesvenna-Gruppe an
- im Südosten zu den Livigno-Alpen und den Bernina-Alpen durch das Oberengadin bis über den Malojapass nach Casaccia im obersten Bergell
- im Südwesten zu den Oberhalbsteiner Alpen über den Septimerpass ins Oberhalbstein bis Tiefencastel

## Wichtige Gipfel

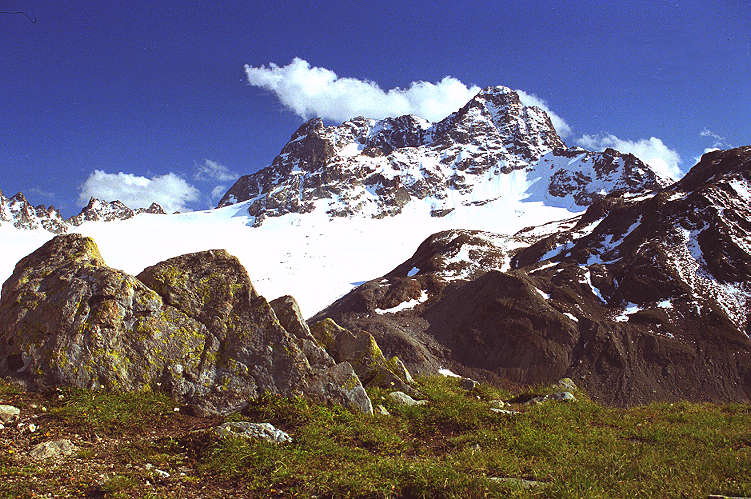
Piz Kesch

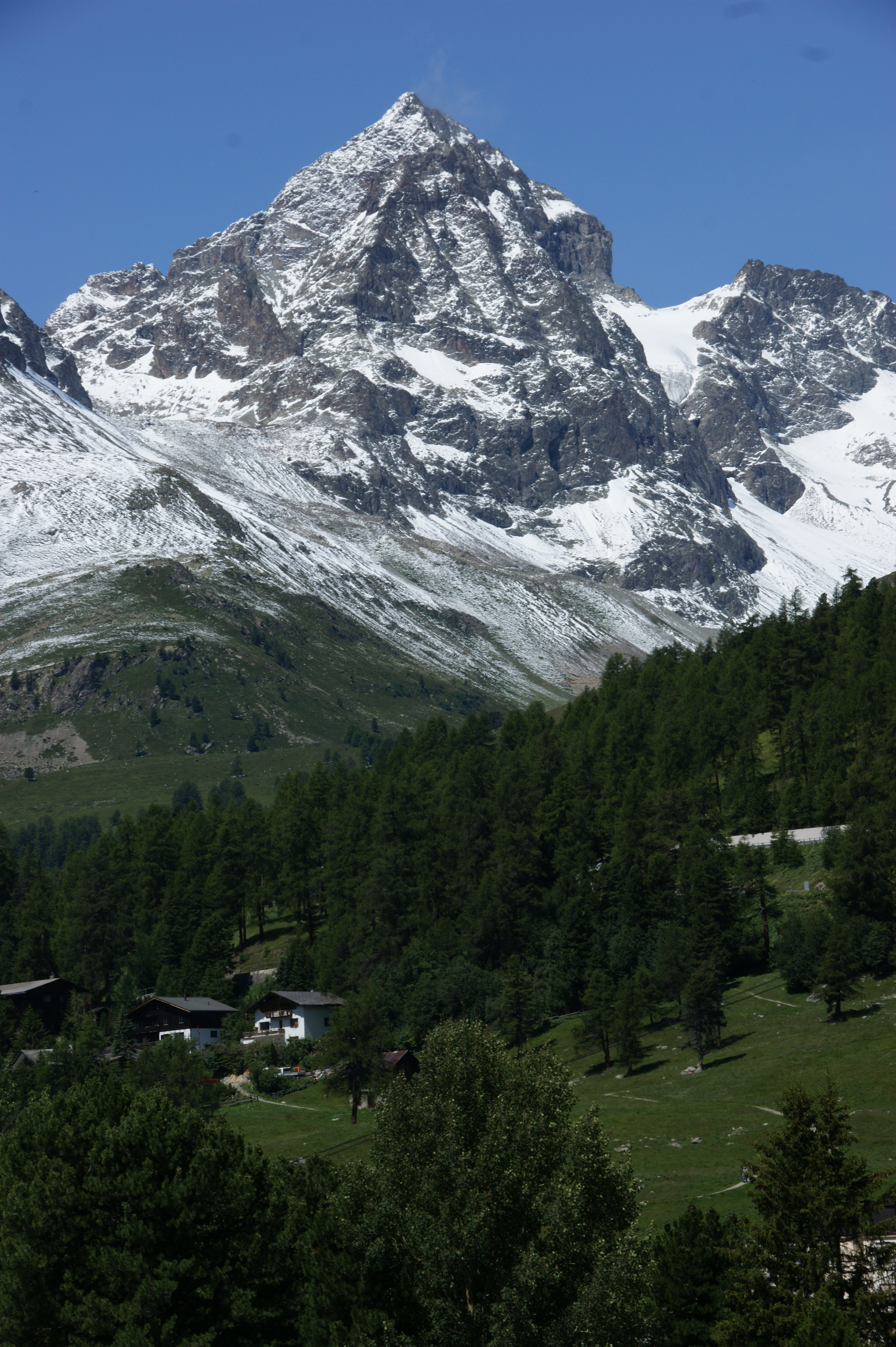
Piz Julier

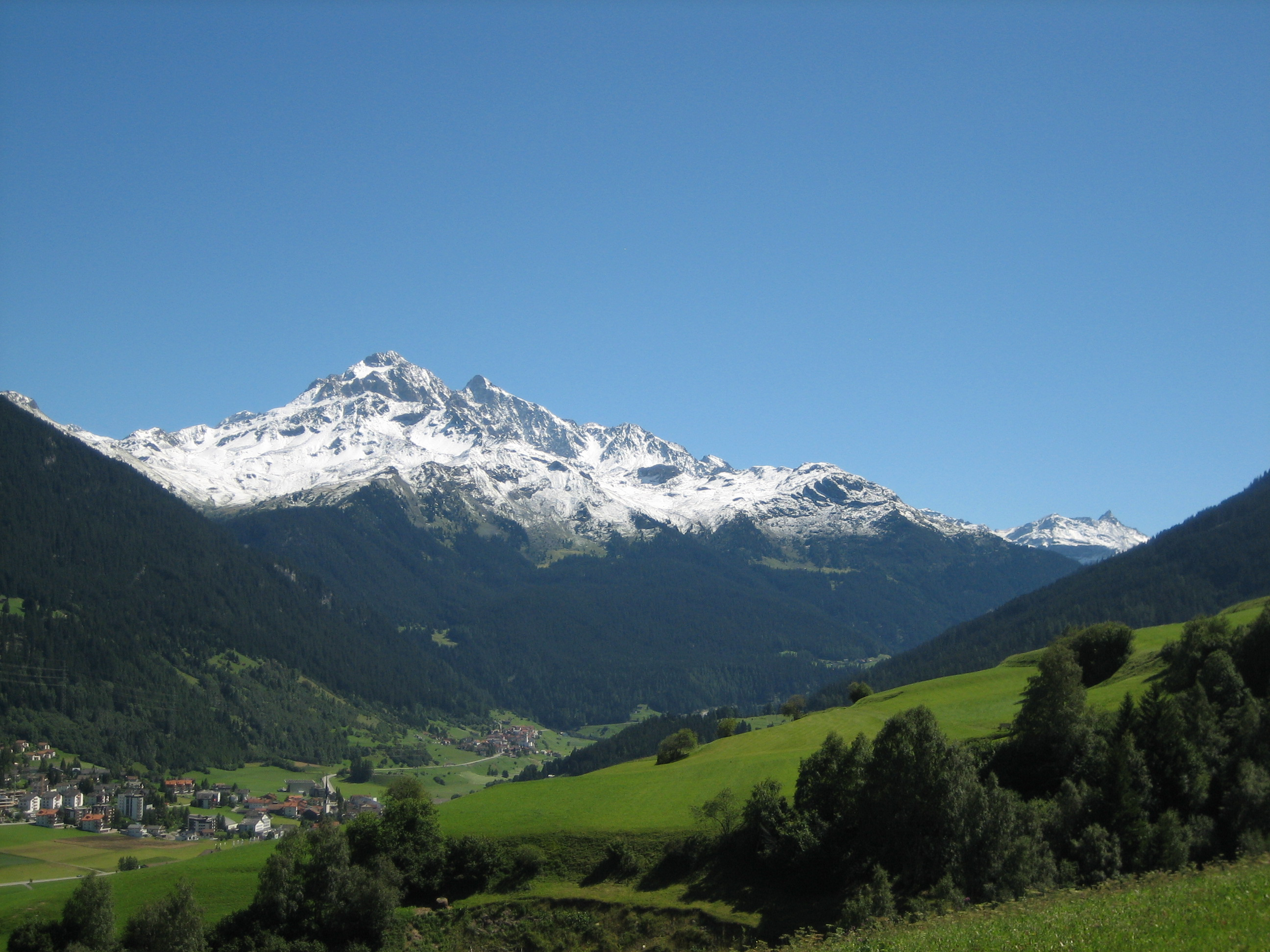
Piz d’Err

| Gipfel       | Höhe (Meter) |
| ------------ | ------------ |
| Piz Kesch    | 3418 m ü. M. |
| Piz Calderas | 3397 m ü. M. |
| Piz Julier   | 3380 m ü. M. |
| Piz d’Err    | 3378 m ü. M. |
| Piz Ela      | 3339 m ü. M. |
| Piz Üertsch  | 3267 m ü. M. |
| Piz Ot       | 3246 m ü. M. |
| Piz Vadret   | 3229 m ü. M. |
| Tinzenhorn   | 3173 m ü. M. |
| Piz Lagrev   | 3165 m ü. M. |
| Piz Mitgel   | 3159 m ü. M. |
| Schwarzhorn  | 3146 m ü. M. |
| Chüealphorn  | 3078 m ü. M. |
| Hoch Ducan   | 3063 m ü. M. |
| Piz Nair     | 3057 m ü. M. |
| Piz Forun    | 3052 m ü. M. |
| Älplihorn    | 3006 m ü. M. |

## Wasserscheiden
Der Alpenhauptkamm durchläuft die Gruppe im Süden vom Septimer- (Rhein-Po) zum Malojapass (Donau-Po). Dazwischen liegt der Pass Lunghin, ein Dreifachscheidepunkt, wo die Wasserscheide Rhein-Donau (im Bereich dieser Gruppe zwischen Hinterrhein und Inn) zum Julierpass abzweigt. Von dort gelangt das Wasser also zur Nordsee, zum Schwarzen Meer beziehungsweise zum Mittelmeer (hier Adria).